# Resolución 1483 del Consejo de Seguridad de las Naciones Unidas
La resolución 1483 del Consejo de Seguridad de las Naciones Unidas, adoptada el 22 de mayo de 2003, tras recordar todas las resoluciones anteriores sobre la situación entre el Iraq y Kuwait, el Consejo levantó las sanciones comerciales contra el Iraq (con exclusión del embargo de armas ) y puso fin al Programa Petróleo por Alimentos . 
La resolución fue redactada por los Estados Unidos y copatrocinada por España y el Reino Unido; fue aprobada por 14 de los 15 miembros del Consejo de Seguridad, ya que Siria no participó en la votación. 

## Resolución
El Consejo de Seguridad reafirmó la importancia del desarme de las armas de destrucción masiva iraquíes y el derecho del pueblo iraquí a determinar su propio futuro político y el control de sus recursos naturales . Alentó los esfuerzos encaminados a formar un gobierno representativo que otorgara derechos iguales y justicia a todos los ciudadanos iraquíes, y recordó a tal efecto la Resolución 1325 (2000) sobre la mujer.
Además, el Consejo determinó que las Naciones Unidas deberían desempeñar un papel vital en los esfuerzos de socorro humanitario y reconstrucción y en el desarrollo de las instituciones en el Iraq.  Acogió con satisfacción la reanudación de los esfuerzos humanitarios y el nombramiento de un Asesor Especial por el Secretario General Kofi Annan . Mientras tanto, el preámbulo de la resolución afirmó la necesidad de rendir cuentas por los crímenes cometidos por el régimen iraquí anterior, bajo Saddam Hussein, y de respetar el patrimonio iraquí.
El Consejo reconoció las responsabilidades y obligaciones del Reino Unido y de los Estados Unidos como potencias ocupantes y de otros Estados que no eran potencias ocupantes que actuaban bajo su mando. Acogió con satisfacción el compromiso de los Estados miembros con la estabilidad del Iraq, siguió preocupado por la suerte de los nacionales kuwaitíes y de terceros Estados cuyo paradero se desconocía desde el 2 de agosto de 1990 (el día en que el Iraq invadió Kuwait ) y determinó que la situación en el Iraq seguía siendo una amenaza para la paz y la seguridad internacionales.
La resolución, adoptada bajo el Capítulo VII de la Carta de las Naciones Unidas, resolvió muchas de las ambigüedades legales y gubernamentales que resultaron de la invasión de Irak en 2003 por la " coalición de los dispuestos " liderada por los Estados Unidos y el Reino Unido. Sus tres características más importantes son que reconoció las responsabilidades de la coalición estadounidense-británica en virtud del derecho internacional aplicable como potencias ocupantes; reconoció la creación de un consejo de gobierno de transición de iraquíes; y eliminó todas las sanciones contra Irak que se habían impuesto al antiguo régimen de Saddam Hussein en virtud de las resoluciones 661 (1991), 778 (1992) y otras.  Además, puso fin al programa Petróleo por Alimentos.
La resolución transfirió la autoridad para autorizar gastos de los ingresos petroleros de Iraq de las Naciones Unidas a un Fondo de Desarrollo para Iraq, controlado por la Autoridad Provisional de la Coalición, el 23 de mayo de 2003. También creó un organismo internacional para supervisar los gastos de la Coalición provenientes de los ingresos petroleros de Irak: la Junta Internacional de Asesoramiento y Supervisión (IAMB). La autoridad de la Coalición para gastar los ingresos petroleros de Irak era condicional. La Coalición sólo estaba autorizada a gastar esos fondos en beneficio del pueblo iraquí. Estos gastos sólo se autorizaban si se realizaban de forma abierta y transparente. La Coalición sólo estaba autorizada a gastar fondos en la medida en que cooperara con la supervisión de esos gastos por parte de la IAMB, y se le encomendó la obligación de realizar esos gastos con una contribución iraquí significativa.
Los fondos restantes del Programa Petróleo por Alimentos, 10.000 millones de dólares, se transfirieron durante un período de liquidación de seis meses al Fondo de Desarrollo para Iraq, lo que representa el 14% de los ingresos totales del programa durante cinco años.
La Coalición fue ampliamente criticada por no implementar controles financieros adecuados y por no realizar gastos del Fondo de Desarrollo para Iraq de manera abierta y transparente.